# Publius Salvius Iulianus
Publius Salvius Iulianus (ca. 100 - 169) was een Romeins jurist en staatsman tijdens de regeringen van Hadrianus, Antoninus Pius en Marcus Aurelius. In opdracht van Hadrianus herzag hij de edictum praetoris (nadien bekend als de edictum perpetuum, het eeuwige edict), een jaarlijkse opgave van mogelijkheden om te procederen die door de praetor urbanus werd bekendgemaakt.

## Biografie
Julianus werd naar alle waarschijnlijkheid geboren in de buurt van Hadrumetum, in Noord-Afrika. Uit een fragment van de Digesten kunnen we opmaken dat hij rechten studeerde bij ene Javolenus Priscus die hij praeceptorem meum, mijn leraar, noemt. Volgens Sextus Pomponius, een collega, was hij het hoofd van de Sabijnse school.
Al op jonge leeftijd bereikte zijn faam als geleerd man Rome, waar hij, aldus Elius Spartianus, lid was van het consilium principis, de raad van de eersten, een select gezelschap dat als adviesorgaan van de keizer optrad.
Hij doorliep de cursus honorum als quaestor onder Hadrianus (met dubbel salaris), tribunus plebis, praetor, praefectus aerarium Saturnii (directeur van de openbare staatskas), en praefectus aerarium militarii (die de pensioenen van de legionairs uitkeerde), waarna hij in 148 consul werd. Onder Antoninus Pius was hij gouverneur van Germania Inferior en onder Marcus Aurelius van Hispania Citerior. Hij beëindigde zijn carrière als proconsul van Afrika in 168-169 en schijnt nog datzelfde jaar gestorven te zijn.
- Bibsys: 13025167
- Biblioteca Nacional de España: XX1455058
- Bibliothèque nationale de France: cb12488433s (data)
- Gemeinsame Normdatei: 118642154
- International Standard Name Identifier: 0000 0003 6211 6167
- Library of Congress Control Number: n93074823
- Nederlandse Thesaurus van Auteursnamen: 070118043
- Istituto Centrale per il Catalogo Unico: CFIV160336
- Système universitaire de documentation: 034092897
- Virtual International Authority File: 224428656